# Syzygium congolense
Syzygium congolense là một loài thực vật có hoa trong Họ Đào kim nương. Loài này được Vermoesen miêu tả khoa học đầu tiên năm 1960.